# Поповецька сільська рада (Бродівський район)
Поповецька сільська рада — орган місцевого самоврядування у Бродівському районі Львівської області з адміністративним центром у селі Попівці.

## Розташування
Поповецька сільська рада розташована в східній частині Львівської області, в південно-східному напрямі від районного центру міста Броди.

## Загальні відомості
Поповецька сільська рада утворенна в 1939 року. Населення — 1722 осіб.
Загальна територія Поповецької сільської ради — 3262,6 га.

## Населені пункти
Сільській раді підпорядковані 5 населених пунктів.
| № | Назва населеного пункту | Населення | Площа, км² | Густота населення | Дата заснування |
| - | ----------------------- | --------- | ---------- | ----------------- | --------------- |
| 1 | с. Попівці              | 477       | 2,121      | 224,89            | 1515            |
| 2 | с. Горбанівка           | 190       | 0,550      | 345,45            | 600             |
| 3 | с. Дудин                | 272       | 0,945      | 287,83            | 600             |
| 4 | с. Нем'яч               | 565       | 1,833      | 308,24            | 600             |
| 5 | с. Шпаки                | 218       | 0,6        | 363,33            | 600             |

## Склад ради
Рада складається з 16 депутатів та голови.

### Керівний склад ради
| ПІБ                            | Основні відомості                                                     | Дата обрання | Дата звільнення |
| ------------------------------ | --------------------------------------------------------------------- | ------------ | --------------- |
| Паталій Роман Михайлович       | Сільський голова, 1954 р.н., освіта вища, безпартійний                | 26.03.2006   | 31.10.2010      |
| Ковальчук Володимир Михайлович | Сільський голова, 1968 р.н., освіта вища, член Народного Руху України | 31.10.2010   | 25.10.2015      |
| Кучер Валерій Григорович       | Сільський голова, 1967 р.н., освіта вища, безпартійний                | 25.10.2015   |                 |

Примітка: таблиця складена за даними джерела